# 量化分析
量化分析是指人們通過數理金融學和统计学領域中的方法來分析和處理金融和投资管理領域內的事情。在该领域工作的人被稱為量化分析师。量化分析师比較關注金融衍生工具的结构和定价、风险管理、投资管理和其他相关金融領域。该职业与其他行业中與应用数学有關的职业类似。